# Croatia Records
Croatia Records – największa wytwórnia płytowa w Chorwacji. 

## Historia
Po rozpadzie Jugosławii i uzyskaniu niepodległości przez Chorwację, największa dotychczasowa wytwórnia płytowa i sieć sklepów z płytami w Jugosławii, firma Jugoton, została przekształcona w Croatia Records.

## Konkurencja
Największymi wytwórniami konkurującymi w branży muzycznej na rynku chorwackim są:
- Suzy Records,
- Menart Records – po podziale od 1997 roku jako Menart Croatia.